# Skalina Point
Der Skalina Point (englisch; bulgarisch нос Скалина nos Skalina) ist eine vereiste Landspitze an der Südostküste von Smith Island im Archipel der Südlichen Shetlandinseln. Sie liegt 11,7 km nordöstlich des Kap James, 3 km südöstlich des Neofit Peak sowie 4,6 km südwestlich des Sredets Point auf der Südwestseite der Einfahrt zur Yarebitsa Cove.
Bulgarische Wissenschaftler kartierten sie 2009. Die bulgarische Kommission für Antarktische Geographische Namen benannte sie 2015 nach der Ortschaft Skalina im Süden Bulgariens.